# استیسی شرودر
استیسی شرودر (انگلیسی: Stacey Schroeder) تدوین‌گر اهل ایالات متحده آمریکا است. از جمله آثار مهم شرودر می‌توان به قسمت‌هایی از سریال شی‌هالک: وکیل دادگستری، فیلم پولمن به کارگردانی کریس پاین، سیندرلا و بازدارندگان به کارگردانی کی کانن، سونیک خارپشت به کارگردانی جف فاولر، هنرمند فاجعه به کارگردانی جیمز فرانکو، و قسمت آزمایشی سریال آخرین مرد روی زمین از شبکه فاکس به کارگردانی فیل لرد و کریستوفر میلر اشاره کرد که برای تدوین این قسمت، در سال ۲۰۱۵ نامزد دریافت جایزه امی ساعات پربیننده برای بهترین تدوین تصویر در سریال کمدی تک‌دوربینه شد.
از فیلم‌ها یا مجموعه‌های تلویزیونی که وی در آن‌ها نقش داشته است، می‌توان به سونیک خارپشت، بازدارندگان، هنرمند فاجعه، آخرین مرد روی زمین، تو بدترینی، ستاره‌های پاپ: هرگز متوقف نمی‌شوند اشاره نمود.